# 弱水州
弱水州，唐朝的羁縻州。
贞观二十二年（648年），以奚族阿会部置，约在今内蒙古自治区东南境。一说在今河北省承德市，属饶乐都督府。万岁通天元年（696年），契丹之乱，废除弱水州。开元四年（716年），重设，还是隶属于饶乐都督府。光启年间，弱水州被契丹吞并。